# Flaming Barriers
Flaming Barriers è un film muto del 1924 diretto da George Melford.

## Produzione
Il film fu prodotto dalla Paramount Pictures (come Famous Players-Lasky Corporation). Le scene dell'incendio vennero girate al Douglas Camp, tra le montagne boschive nei pressi di Sonora.

## Distribuzione
Il copyright del film, richiesto dalla Famous Players-Lasky Corp., fu registrato il 16 gennaio 1924 con il numero LP19838.
Distribuito dalla Paramount Pictures e presentato da Jesse L. Lasky e Adolph Zukor, il film uscì nelle sale statunitensi il 27 gennaio 1924.
Non si conoscono copie ancora esistenti della pellicola che viene considerata presumibilmente perduta.